# Otto Obermeier (Mediziner)
Otto Hugo Franz Obermeier (* 13. Februar 1843 in Spandau; † 20. August 1873) war ein deutscher Arzt und Bakteriologe. Er entdeckte 1868 die Erreger des Rückfallfiebers im Blut von Erkrankten. Dies gilt acht Jahre vor der klassischen Arbeit Die Ätiologie der Milzbrandkrankheit von Robert Koch als erste Identifizierung eines Erregers bei einer menschlichen Infektionskrankheit.

## Leben und Wirken
Otto Obermeier studierte ab 1863 an der Humboldt-Universität in Berlin und promovierte dort 1866 mit der neuroanatomischen Arbeit De filamentis Purkinianis. Danach war er vier Jahre Assistent an der Psychiatrischen Klinik und der Krankenstation Rudolf Virchows an der Charité. Er beschäftigte sich früh mit epidemiologischen Untersuchungen zu Flecktyphus, Cholera und dem Rückfallfieber. 1868 entdeckte er dank seiner eingehenden Kenntnis der mikroskopischen Techniken die, später Spirochäten genannten, länglichen Erreger des Rückfallfiebers im Blut von mehreren Erkrankten. Diese Beobachtung wurde der „Berliner medicinischen Gesellschaft“ anlässlich einer Sitzung am 26. Februar 1873 mitgeteilt. Im Sitzungsprotokoll heißt es hierzu:
„Herr Obermeier macht vor der Tagesordnung die Mitteilung, daß er im Blute von Recurrens-Kranken fadenförmige Gebilde mit großer Constanz beobachtet habe. Bereits bei der ersten Recurrensepidemie, die in Berlin vom November 1867 bis zum Mai 1868 herrschte, habe er das Blut von 82 Kranken, der damaligen Richtung folgend, (…) untersucht, ohne etwas dergleichen zu entdecken. Bei den letzten Fällen aber seien ihm damals schon eigentümliche Fäden zwischen dem Fibringerinnsel aufgefallen, und zuletzt ganz bestimmte Figuren, Haufen von Körnern, zu denen radienförmig Fäden liefen, die sich in steter Bewegung befanden. (…)
In diesem Jahre aber bot sich mehrfach Gelegenheit, die Sache wieder aufzunehmen. Bei einer rückfälligen Kranken, einem 17-jährigen Mädchen, zeigte gleich das erste Präparat dieselben Gebilde, sehr feine Fäden von verschiedener Länge in steter Bewegung zwischen Haufen von Blutkörperchen. (…) Bei 450- bis 500-facher Vergrößerung sah man dann, wenn die Blutkörperchen zur Ruhe gekommen waren, und sich in die bekannten Formen von Münzrollen geordnet hatten, nach und nach zwischen ihnen Fäden erscheinen von unmeßbarer Dünne, scheinbar aus hyalinem Plasma bestehend, ohne Gliederung. Wo die in steter, hebender und senkender, wellenförmiger und spiraliger Bewegung befindlichen Fäden sich kreuzten, bildeten sie durch Verklebung scheinbar Glomeruli und erinnerten dann an Amöben.“
Nach diesem sehr beachteten Erfolg musste Obermeier noch während einer gerade ausgebrochenen Choleraepidemie nach zwei Jahren am 1. April 1873 die Abteilung von Virchow verlassen, da aufgrund eines ministeriellen Erlasses kein Assistentarzt länger als zwei Jahre in derselben Stellung verbleiben durfte. Er führte jedoch trotz seiner Entlassung seine begonnenen Untersuchungen zum Nachweis des Choleraerregers aus Sektionsmaterial, Blut und den Ausscheidungen von Cholerakranken fort. Dies geschah jedoch nun unter unzureichenden Bedingungen in seinem eigenen Schlaf- und Wohnzimmer. Bei diesen Forschungen infizierte er sich vermutlich am 16. August mit dem Choleraerreger. Als er die ersten Symptome der Cholera bei sich selbst wahrnahm und er sich der Prognose bewusst war, führte er die mikroskopischen Untersuchungen ungerührt an seinen eigenen Ausscheidungen bis zur Erschöpfung fort. Er verstarb dreißigjährig am 20. August 1873 an dieser Infektion.
Zum ehrenden Andenken an diesen frühverstorbenen genialen Arzt benannte Ferdinand Cohn 1875 den Erreger des Rückfallfiebers als Spirochaeta obermeieri (später Borrelia obermeieri, heute Borrelia recurrentis).